# پارکینگ شماره ۲
پارکینگ شماره ۲ (به انگلیسی: P2) یک فیلم دلهره‌آور و ترسناک آمریکایی محصول سال ۲۰۰۷ به کارگردانی فرانک خلفون، در اولین کارگردانی او، به نویسندگی مشترک خلفون و تهیه‌کنندگان الکساندر آژا و گریگوری لواسور، و با بازی ریچل نیکولز و وس بنتلی است.
پس از انتشار فیلم تنش بالا (۲۰۰۳)، آژا و نویسنده همکارش در آن فیلم، لواسور، فیلمنامه این فیلم را در کنار خلفون، با الهام از یک سری حملات واقعی به زنان که در پارکینگ های پاریس گزارش شده بود، ساختند. فیلمبرداری در اواخر سال ۲۰۰۶ در تورنتو آغاز شد و اکثر فیلمبرداری در یک پارکینگ واقعی و در حال اجرا انجام شد.
این فیلم در نوامبر ۲۰۰۷ در ایالات متحده اکران شد و اولین فیلم بلند پخش شده توسط سامیت انترتینمنت بود. این یک شکست در گیشه بود و در آخر هفته افتتاحیه به طور متوسط کمتر از ۱۰۰۰ دلار برای هر سینما درآمد. فروش بین المللی این فیلم ۷٫۷ میلیون دلار بود.

## داستان
فیلم دربارهٔ یک تاجر جوان است که در شب کریسمس در یک پارکینگ زیرزمینی در مرکز شهر منهتن به دام می‌افتد، جایی که یک نگهبان امنیتی روان‌پریش که به او وسواس دارد تعقیب می‌شود.

## تولید
فیلمبرداری اصلی را در ۱۴ اوت ۲۰۰۶ آغاز کرد و تا اواخر سال ۲۰۰۶ فیلمبرداری را ادامه داد. فیلمبرداری به‌طور انحصاری در شب، در یک پارکینگ واقعی در تورنتو انجام شد. چهارده لباس سفید برای پوشیدن شخصیت آنجلا ساخته شده بود. از سه سگ مختلف برای به تصویر کشیدن روتوایلر توماس استفاده شد.